# Frederico Guilherme, Duque de Eslésvico-Holsácia
Guilherme Frederico, Duque de Eslésvico-Holsácia (23 de agosto de 1891 - 10 de fevereiro de 1965) foi o duque de Eslésvico-Holsácia e chefe da Casa de Oldemburgo desde 21 de Janeiro de 1934 até à sua morte.

## Família
Guilherme Frederico era o quinto filho e único varão de Frederico Fernando, Duque de Eslésvico-Holsácia e da princesa Carolina Matilde de Eslésvico-Holsácia-Sonderburgo-Augustemburgo. A sua irmã mais velha, Vitória Adelaide era mãe da princesa Sibila de Saxe-Coburgo-Gota, mãe do atual rei Carlos XVI Gustavo da Suécia. Uma das suas tias maternas era a princesa Augusta Vitória de Eslésvico-Holsácia, esposa do cáiser Guilherme II da Alemanha.
Os seus avós paternos eram Frederico, Duque de Eslésvico-Holsácia-Sonderburgo-Glucksburgo e a princesa Adelaide de Eschaumburgo-Lipa. Os seus avós maternos eram Frederico VIII, Duque de Eslésvico-Holsácia e a princesa Adelaide de Hohenlohe-Langemburgo.

## Casamento e descendência
Guilherme Frederico casou-se com a princesa Maria Melita de Hohenlohe-Langemburgo, filha do príncipe Ernesto II de Hohenlohe-Langemburgo e da sua esposa, a princesa Alexandra de Saxe-Coburgo-Gota, no dia 5 de fevereiro de 1916 em Coburgo. Tiveram quatro filhos:
- João Alberto de Eslésvico-Holsácia (12 de maio de 1917 – 10 de agosto de 1944)
- Guilherme Alfredo Fernando de Eslésvico-Holsácia-Sonderburgo-Glucksburgo (24 de setembro de 1919 – 17 de junho de 1926)
- Frederico Ernesto Pedro de Eslésvico-Holsácia (30 de abril de 1922 – 30 de setembro de 1980) chefe da casa, com filhos.
- Maria Alexandra de Eslésvico-Holsácia (9 de julho de 1927 – 14 de dezembro de 2000)